# مارسيل برولكس
مارسيل برولكس هو إداري وشخصية أعمال وسياسي كندي، ولد في 6 مارس 1946 في L'Orignal ‏ في كندا. نشط حزبياً في الحزب الليبرالي الكندي.

## مناصب
- في الانتخابات الاتحادية الكندية 2008 [الإنجليزية]‏، انتخب عضو مجلس العموم الكندي عن دائرة Hull—Aylmer [الإنجليزية]‏ وقد انضم خلال فترته النيابية [الإنجليزية]‏ (14 أكتوبر 2008 – 1 مايو 2011) للكتلة البرلمانية الحزب الليبرالي الكندي.
- انتخب عضو مجلس العموم الكندي عن دائرة Hull—Aylmer [الإنجليزية]‏ وقد انضم خلال فترته النيابية [الإنجليزية]‏ (23 يناير 2006 – ) للكتلة البرلمانية الحزب الليبرالي الكندي.
- انتخب عضو مجلس العموم الكندي عن دائرة Hull—Aylmer [الإنجليزية]‏ وقد انضم خلال فترته النيابية [الإنجليزية]‏ (28 يونيو 2004 – ) للكتلة البرلمانية الحزب الليبرالي الكندي.
- انتخب عضو مجلس العموم الكندي عن دائرة Hull—Aylmer [الإنجليزية]‏ وقد انضم خلال فترته النيابية [الإنجليزية]‏ (27 نوفمبر 2000 – ) للكتلة البرلمانية الحزب الليبرالي الكندي.
- انتخب عضو مجلس العموم الكندي عن دائرة Hull—Aylmer [الإنجليزية]‏ وقد انضم خلال فترته النيابية [الإنجليزية]‏ (15 نوفمبر 1999 – 1 مايو 2011) للكتلة البرلمانية الحزب الليبرالي الكندي.